# 小林真人
小林 真人（こばやし まさと、1972年7月22日 - ）は、日本のソングライター、ピアニスト。
山梨県山梨市出身。器楽曲作曲、合唱曲の作詞・作曲を手掛ける。ピアノソロコンサートを各地で行うほか、小中学校などにおいてアウトリーチ活動も行っている。

## 略歴
- 高校時代 - 山梨県立日川高等学校吹奏楽部でクラリネットを担当。3年生のとき、ピアノを始める。
- 1992年 - 国立音楽大学に入学。
- 1996年 - 国立音楽大学応用演奏科卒業。
- 2001年-「この場所から」発売。2009年に再販された。
- 2008年-「風詞-かぜことば-」発売。
- 2010年-「オーロラストーリー〜星野道夫・宙との対話〜オリジナルサウンドトラック」発売。
- 2011年度 - 教育出版発行の小学校6年生用音楽の教科書「音楽のおくりもの6」に作詞作曲した「明日を信じて」（2部合唱）が掲載。
- 2012年度
  - 教育出版発行の中学校1年生用音楽の教科書「音楽のおくりもの1」に作詞・作曲した「明日を信じて」（混声3部）が掲載。
  - 教育出版発行の中学校2・3年生用音楽の教科書「音楽のおくりもの2・3（上）」に作詞・作曲した「You Can Fly!」（混声3部）が掲載。
  - 2月- 「月下の楽園」発売。
  - 9月 - 山梨市観光大使就任[1]。
- 2014年
  - 山梨県立県民文化ホールアーティスティック・アドバイザー就任[2]。
  - 桐朋学園芸術短期大学非常勤講師。
  - 4月-「約束の星-星といのちの物語-」発売。
- 2015年
  - 山梨県立県民文化ホールにて「作曲ワークショップ」を開催。講師として活躍した。
  - 8月-「Piano×α Birth」発売。
- 2020年
  - 山梨県立県民文化ホールにて2回目となる「作曲ワークショップ」の講師を担当。また、編曲家として太神楽師丸一仙三の演歌歌手デビューを支えた。
  - 12月28日より不定期に「YouTube Live」を展開している。
- 2021年
  - 山梨県立県民文化ホールにて朗読劇「You Can Fly!〜明日を信じて〜を初公演。以後音楽劇、学校公演、花音と琴葉(いずれも2022年)とYou Can Fly! Projectを展開している。
- 2025年
  - 坂元裕二脚本、土井裕泰監督、広瀬すず・杉咲花・清原果耶主演でタッグを組んだ映画『片思い世界』の劇中歌である『声は風』の合唱編曲を担当。念願の映画デビューとなった。

## 主な作品
- 1999年 - 「薫風」
- 2006年 - 山梨県立科学館　プラネタリウム番組「光がはじまる～暗黒2人組ピッコリーナとピアニッシモ」音楽
- 2008年 - 合唱曲「明日を信じて」作詞・作曲
- 2009年 - 合唱曲「You Can Fly!」作詞・作曲
- 2010年 - 山梨県立科学館　プラネタリウム番組「オーロラストーリー〜星野道夫・宙との対話〜」音楽
- 2012年 - 千葉県八千代市立みどりが丘小学校校歌[3]　作詞・作曲
- 2013年
  - 山梨県立科学館　プラネタリウム番組「戦場に輝くベガ〜約束の星を見上げて〜」音楽
  - 「戦場に輝くベガ～約束の星を見上げて～」主題歌「約束の星」作詞・作曲
  - 埼玉県吉川市立美南小学校校歌[4]　作詞・作曲
- 2014年 - ASAGO国際音楽祭テーマソング「にぎみたま」作詞・作曲
- 2015年
  - 東京都杉並区立高井戸第二小学校　応援歌　作曲
  - 山梨県立科学館　プラネタリウム番組「星空へのリクエスト～おなじ空の下で～」音楽
  - 「星空へのリクエスト～おなじ空の下で～」主題歌「同じ空の下で」作詞・作曲　歌：叶高（fromサーカス）
  - 「山梨市民歌」作曲
- 2017年 - 豊田市立西広瀬小学校　矢作川水質汚濁調査1万5千日達成記念歌「守人の歌～命かがやく～」[5]作曲
- 2018年 - 石垣内科医院社歌「あおぞらに包まれて」作詞・作曲
- 2019年 - 豊田市立佐切小学校　動物飼育の歌「動物たちとともに～命にふれて～」作曲
- 2021年
  - 山梨県立特別支援学校うぐいすの杜学園校歌[6] 作詞・作曲
  - 第35回国民文化祭・みやざき2020　盆地に響く歌声～少年少女合唱の祭典in都城 テーマソング「響け!光の歌」 作詞・作曲
  - 都城少年少女合唱団団歌 〜絆〜 作詞・作曲

## CD

### オリジナル・アルバム
- この場所から（2001年7月）

1. 夜のみる夢
2. 少女の瞳
3. 桃源の春
4. 薫風
5. こころ
6. 黎明
7. 想いをこめて
8. 螺旋の階段
9. 道
10. ある朝の風景
11. 灰色の肖像
12. この場所から

- 風詞（2008年9月3日）

1. 風詞-かぜことば-
2. ひだまり
3. あの空の彼方へ
4. 蒼月恋歌
5. 愁雨
6. 流れる雲を見ていた
7. いのちの詩
8. そして冬は訪れる
9. 誓い
10. 愛する人へ

- オーロラストーリー〜星野道夫・宙との対話〜（2010年12月1日）

1. プロローグ
2. アラスカへ
3. 対話
4. 氷河の夜
5. 人工衛星ポーラー
6. 古老のことば
7. 氷河から見上げた人
8. Commonness
9. 天舞-てんぶ-
10. オーロラストーリー

〜Bonus Track〜
1. アラスカへ(album ver.)
2. オーロラストーリー(piano ver.)

- 月下の楽園（2012年2月28日）

1. 光の道
2. 青空
3. 風知草
4. 散華
5. 夕凪が終わる頃には
6. 森の囁き
7. 玉響
8. ブードリオに想いは眠り
9. 月下の楽園
10. 慈雨
11. 明日を信じて
12. 忘れな草

- 約束の星-星といのちの物語-（2014年4月4日）

1. はじめての朝
2. Shining Forest
3. ハレ!
4. Bon Voyage!〜プラネタリウム番組「戦場に輝くベガー約束の星を見上げてー」より〜
5. あの人のもとへ
6. たなばたさま
7. 前夜
8. 航空隊入隊
9. 久子の手紙
10. 戦場に輝くベガ
11. 出撃
12. 焦土哀歌
13. 銀河被弾
14. ひととせ、ひととせ。
15. 約束の星
16. 天花
17. Dear My Sons
18. 星の道を
19. 約束の星(piano version)

- Piano×α「Birth」（2015年8月1日）

1. 故郷
2. On This Green Road
3. 木もれ日の森
4. Birth
5. 神楽
6. さくら
7. Dark Cloud
8. オーロラストーリー
9. 薫風
10. 風と輪舞曲を
11. 蛍火幻想
12. 君が住む街
13. スカボロフェア
14. 美南の空に(吉川市立美南小学校校歌)
15. 希望の光

### シングル
- 明日を信じて（2011年12月28日）

1. 女声3部合唱バージョン合唱：伊藤ライムとまた華が咲く合唱団　ピアノ・プログラミング：小林真人
2. ソロバージョン歌：叶高　ピアノ：小林真人　打楽器：山本晶子
3. ある家族の休日・・・歌：こばやしせいじ・そうた・まさと・みほ　プログラミング：小林真人
4. カラオケ　C major (ピアノ伴奏バージョン)
5. カラオケ　C major (合唱バージョン)
6. カラオケ　C major→D major (ソロバージョン)

## 制作曲一覧

### CD収録曲
上記の項目『CD』を参照

### 廃盤アルバム収録曲一覧
- やわらかい笑顔に包まれて
- 祈り
- ピッコリーナとピアニッシモ
- 虞美人草
- amore
- Dear Wind
- 遠花火

### 作詞・作曲作品
提供先は『主な作品』を参照
- 明日を信じて

- You Can Fly!
- 約束の星
- 埼玉県吉川市立美南小学校校歌（美南の空に）
- にぎみたま
- 同じ空の下で
- あおぞらに包まれて
- 宙(そら)を見上げて
- 響け!光の歌
- 山梨県立特別支援学校うぐいすの杜学園校歌〜Helloハロー〜
- 絆〜都城少年少女合唱団団歌〜
- さあ行こう!あっちこっちワールド　朗読劇「You Can Fly!〜明日を信じて〜」初披露
- 合唱組曲『巡る旅路』

### その他未収録曲一覧
1989年
- 風を求めて　山梨県立日川高等学校紫風祭テーマ曲

1990年
- 人魚の涙
- 緑の都

2002年
- Journey
- Moon

2005年
- 花弁雪
- Blue Moment

2006年
- 風の記憶　清田愛未「はじまりの大地」収録曲　作詞：清田愛未
- 葉っぱ
- 轍

2007年
- Scarlet Eyes
- 僕って何?
  - プラネタリウム番組「光がはじまる〜暗黒2人組ピッコリーナとピアニッシモ」挿入曲
- 貴方に寄り添い　作詞：Yoko Maria

2008年 
- Love Story
- Sigh of Velvet
- 花まつり
- On A Sunny Sunday
- 君がいるから
- Red Zone
- be my loved

2009年
- これからずっと
- 蒼の情熱

2010年
- ボクからの伝言　舟久保せつ子委託作品(オカリーナ)
- bailar Official Video在り
- 白い鳥

2011年
- 風花
- 花咲く山　舟久保せつ子委託作品(オカリーナ)
- Perfect World
- ナニシテアソブ?
- 蛍が降る森
- Life
- 朝の光に包まれて　「ジョイントリサイタル」書き下ろし　池田幸広(Tuba)&山本晶子(Percussion)参加作品

2012年
- やまなしの恋人たち　「根津記念館」でのコンサートの書き下ろし　作詞：覚和歌子
- Gift 「清春　旅と空想の美術館」開館10周年記念曲　Official Video在り

2013年
- bears 「星野道夫に捧ぐ星空コンサートみんなつながっている〜宇宙と音楽と私たち〜」書き下ろし

2014年
- 韓国Noble Ocarina委託楽曲
  - As A Piece Of Flower
  - Holiday Morning
  - Spica's Spanker
  - The Beginning Of The Journey
- 静かにやさしく光る星　舟久保せつ子委託作品(オカリーナ)

2015年
- プラネタリウム番組「星空へのリクエスト」〜同じ空の下で〜 挿入曲
  - 「星空へのリクエスト」オープニングテーマ　
  - お月さまコーヒー
  - 船乗りジョンの手紙
  - Just Maybe
  - 星空博士と哲也くん
  - 最後のお便り
  - 「星空へのリクエスト」メインテーマ
- Forest Dance   山本晶子(打楽器奏者)委託作品
- 木霊〜山神〜　山本晶子(打楽器奏者)委託作品
- 孤影　池田幸広(チューバ奏者)委託作品
- JINRAI    池田幸広(チューバ奏者)委託作品
- 雪国夢譚　舟久保せつ子委託作品(オカリーナ)
- 山梨市民歌　作詞：山梨市民のみなさん　編集補作詞：覚和歌子

2016年
- 蝉時雨　高木葉子(アルパ奏者)委託作品
- 沈丁花　所素子(バイオリン奏者)委託作品
- フィエスタ〜Fiesta〜
- キッチンタイム

2017年
- トライアングルワルツ
- 守人の歌〜命かがやく〜　作詞：西広瀬小学校児童と教職員
- ジパング譚

2018年
- プラネタリウム番組「眠れなくなる宇宙のはなし」劇中歌　作詞：高橋真理子
  - 遠くへ
  - 暗闇のむこう

2019年
- Mission Four
- はじめてのマーチ　「はじめての芸術」テーマ曲、福岡なみきスクエア委嘱曲
- 碧の瞳
- 動物たちとともに〜命にふれて〜　作詞：平成30年度佐切小学校28名と教職員

2020年
- Rain of the sorrow
- 綿毛畑
- 君と過ごす季節の中で　福岡県なみきスクエアはじめての芸術テーマ曲
- 四ヶ村棚田にかかる虹
- あの日の空色

2021年
- 「朗読劇 You Can Fly!〜明日を信じて〜」使用曲※()内は左記タイトルの別表記
  - 宵の明星→2022年も使用
  - 四季原邸→2022年も使用(千春の精神世界)
  - 四季原のテーマ(支配者とは)
  - テレポーテーション(Ⅰ,Ⅱ,闇の声)
  - 異世界の市場
  - サクの店→2022年も使用
  - キノの店
  - 密談→2022年も使用
  - 森へ→2022年も使用
  - Overture~卒業宣言~→2022年は”卒業宣言”未表記

2022年
- 「音楽劇 You Can Fly!~明日を信じて~」使用曲
  - 異世界の街
  - Unicorn's gig
  - オムレツ食べよう!
  - スーパーキノちゃんブラザーズ
  - あのときからずっと
- ふくおかむかしばなしオープニングテーマ　福岡県なみきスクエア制作委嘱
- みらい探偵団のテーマソング　福岡県なみきスクエア制作委嘱